# Simon Bening

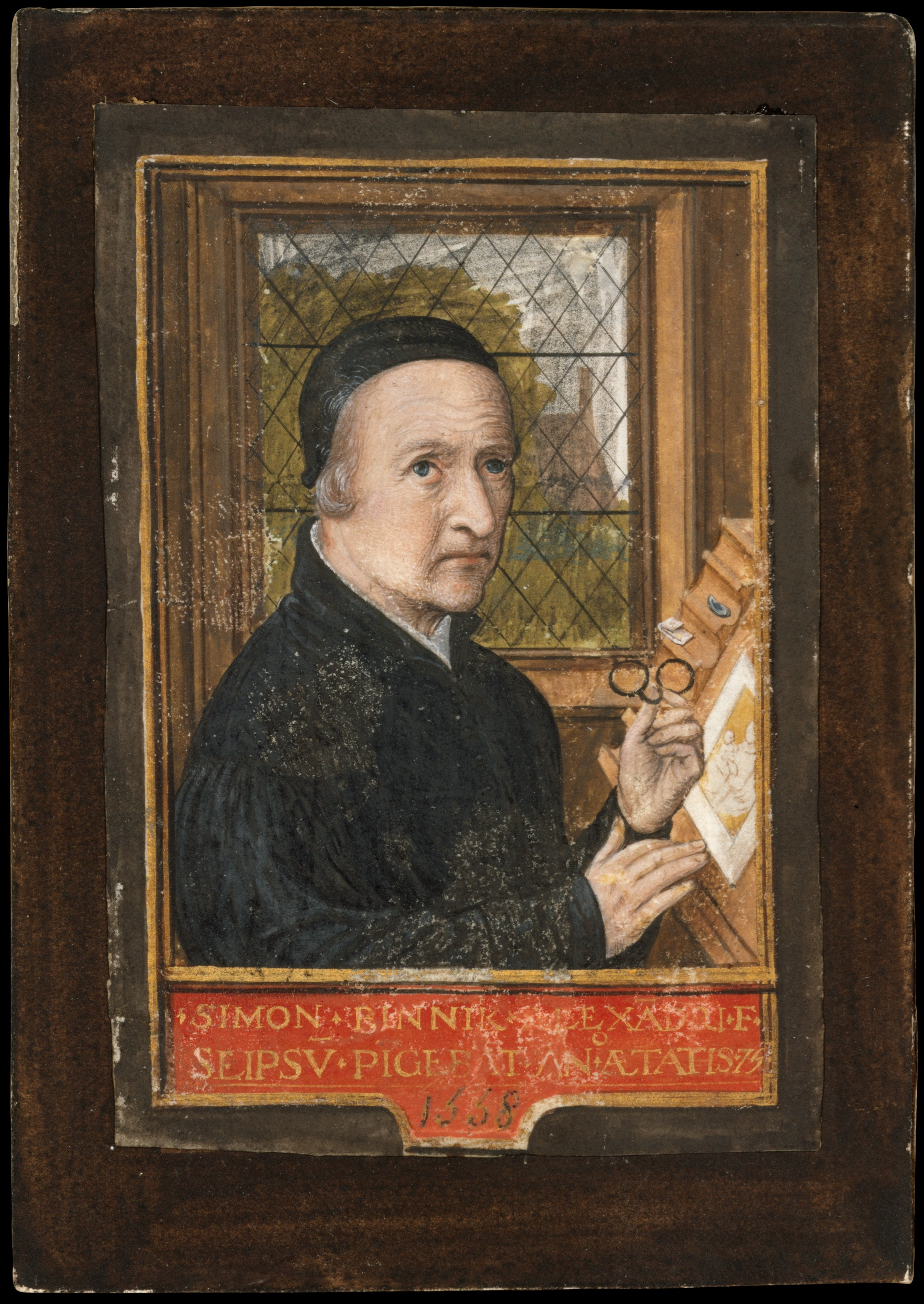
Autorretrato a la edad de 75 años, 1558, temple sobre pergamino, 85 x 57 mm, Nueva York, Museo Metropolitano de Nueva York.

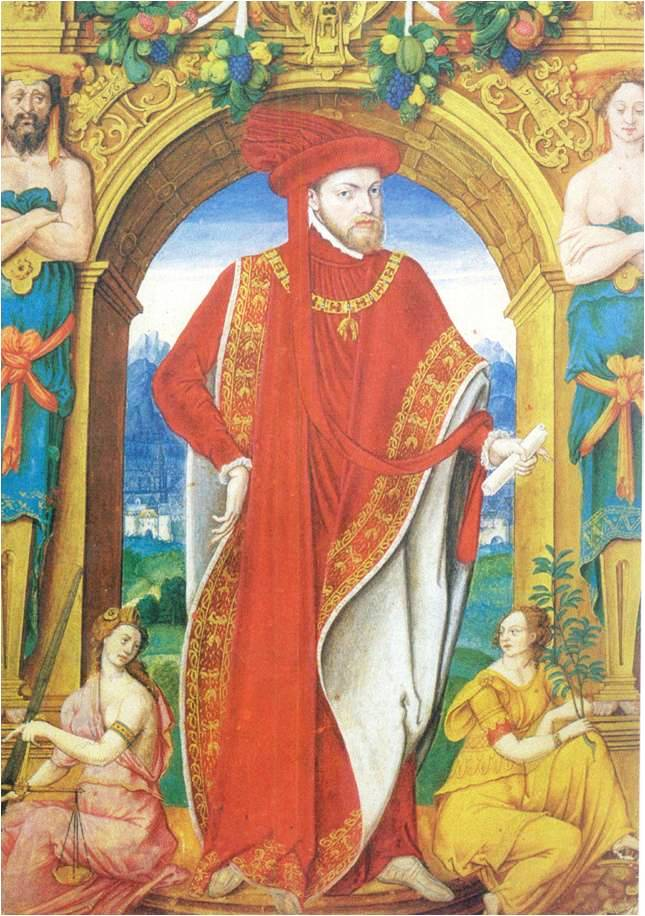
Felipe II vestido con el hábito y el manto de la Orden del Toisón de Oro, una de las miniaturas del Códice de la Orden del Toisón de Oro. Patrimonio Nacional, Museo de Colecciones Reales.

Simon Bening (1483-1561) fue un  pintor de miniaturas del siglo XVI, perteneciente a la escuela de Gante-Brujas.

## Biografía

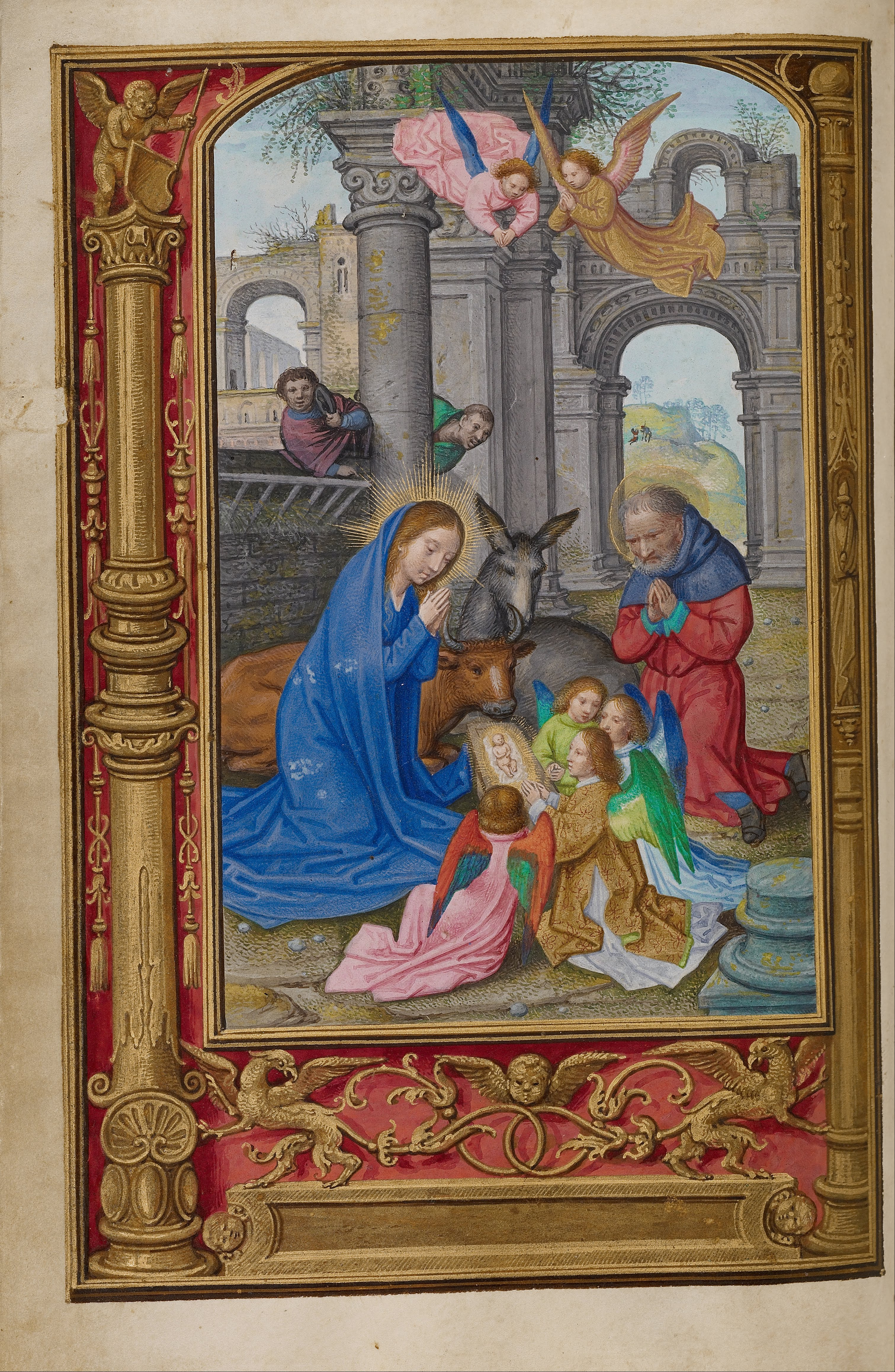
Escena de la Natividad en el libro de plegarias de Alberto de Brandeburgo. Museo Getty.

Bening fue discípulo de su padre, Alexander Bening, y trabajó en su taller de pintura de miniaturas en Gante. Pero la fama no le llegó  hasta que se mudó a Brujas, donde estableció su propio taller. 
Su especialidad era la iluminación de los libros de horas, aunque ya en su época sólo se producían para la realeza y los muy ricos. También creó árboles genealógicos y retablos portátiles en pergamino. 
Algunas de sus mejores obras pertenecen a los Labores de los Meses, miniaturas incluidas en los libros de horas y una gran cantidad de paisajes a escala, en ese momento un género emergente de la pintura. En otros aspectos, su estilo es relativamente poco evolucionado con respecto a lo que se hacía ya años antes de su nacimiento, sin embargo sus paisajes constituyen un vínculo entre los iluminadores del siglo XV y Peter Brueghel. 
Su autorretrato y otros retratos constituyen algunos de los primeros ejemplos del retrato en miniatura.  

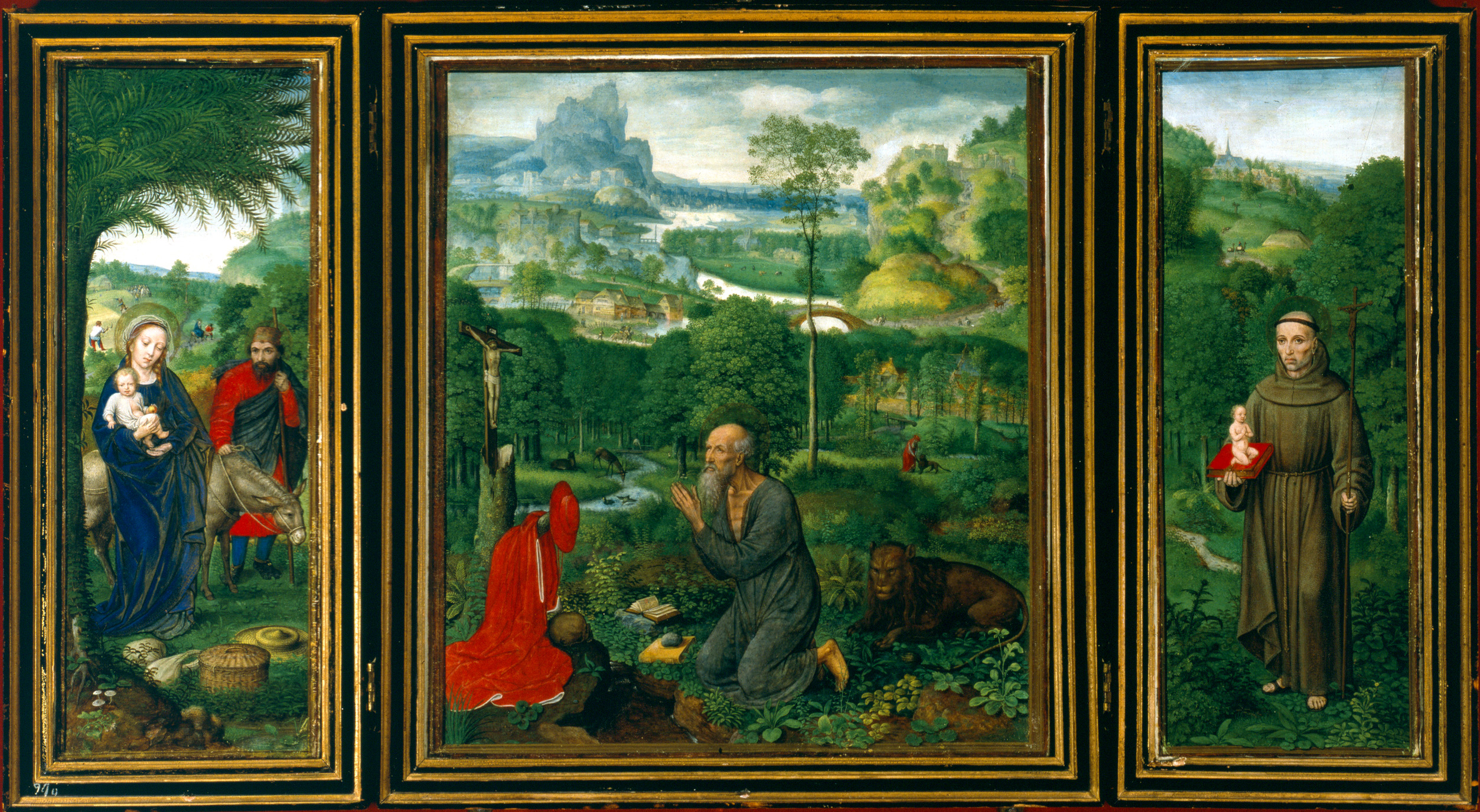
Tríptico de san Jerónimo, Real Monasterio de El Escorial, Madrid

Llegó a ser nombrado decano de los calígrafos, libreros, iluminadores, encuadernadores y en el Gremio de San Juan y San Lucas. Creó libros para gobernantes alemanes, como el cardenal Alberto de Brandeburgo, y la realeza, como el Emperador Carlos V y Don Fernando, Infante de Portugal. Entre ellos figura el Códice de la Orden del Toisón de Oro, comprado en 2019 por Patrimonio Nacional al Instituto Valencia de Don Juan, con destino al Museo de Colecciones Reales. La misma institución conserva, en el Real Monasterio de San Lorenzo de El Escorial, un Tríptico de san Jerónimo sobre pergamino pegado a tabla.
La tradición artística continuó en su familia. Su hija mayor, Levina Teerlinc, se convirtió en una gran miniaturista, sobre todo de miniaturas-retrato, y emigró a Inglaterra. Otra hija suya se convirtió en tratante de pinturas, miniaturas, pergaminos y seda.